# Антоніо Фотіс Такіс Очоа
Антоніо Фотіс Такіс Очоа (ісп. Antonio Fotis Taquis Ochoa) — панамський банкір та дипломат. Надзвичайний і Повноважний Посол Панами в Україні за сумісництвом (2006—2009).

## Життєпис
Отримав вищу економічну освіту.
З 2004 року — Генеральний консул Панами в грецькому місті Пірей.
З 7 квітня 2005 року — Надзвичайний і Повноважний Посол Панами в Греції..
З 23 березня 2006 року — Надзвичайний і Повноважний Посол Панами в Україні за сумісництвом.
З 13 липня 2006 року — Надзвичайний і Повноважний Посол Панами в Румунії за сумісництвом.
Президент компанії Global Shipping Class Inc.